# Eevee
Eevee (japánul イーブイ Eievui) egy normál típusú Pokémon. Neve az "evolution" szóból származik.
Nyolc fajta Pokémonná tud fejlődni kövek segítségével, a nyolc fajta Pokémon közül a kövek alapján átváltozhat valamelyikké, amelyek a következők lehetnek:
- Vaporeon: ha Vízkővel fejlesztik tovább
- Jolteon: ha Villámkővel fejlesztik tovább
- Flareon: ha Tűzkővel fejlesztik tovább
- Espeon: ha magas a barátsági státusz a Pokémon és a kiképző között a nappali és reggeli órákban (Generation II), vagy napszilánkkal fejleszthető Espeonná (Pokemon XD)
- Umbreon: ha magas a barátsági státusz a Pokémon és a kiképző között az esti órákban (Generation II), vagy holdszilánkkal fejleszthető Umbreonná (Pokemon XD)
- Leafeon: mohás szikla közelében lehet továbbfejleszteni Leafeonná (Generation IV)
- Glaceon: jeges szikla közelében lehet továbbfejleszteni Glaceonná (Generation IV)
- Sylveon: egy tündér típusú támadással és 2 szeretet-szívvel a Pokémon-Amieben fejleszthető tovább (Generation IV)
- Eevee a Pokémon XD: Gale of Darkness és a Pokémon Conquest játékok főszereplőinek a kezdő Pokémonja, illetve a Pokémon: Let's Go, Eevee! játéknak a kabalája és kezdő Pokémonja. A Pokémon Yellow-ban a rivális karakter kezdő Pokémonja, annak ellenére, hogy a játékban Professor Oak-nak a játékosnak kellett volna adnia Eevee-t kezdő Pokémonként.

## Biológia
Eevee egy négylábú rókaszerű Pokémon. Barna szőre van. A farka vége és a hosszabb szőr a nyaka körül világosbarnás, krémes színű. Rövid, karcsú lábai vannak három pici ujjal, mindegyik lábán rózsaszín tappancspárnák vannak. Barna szeme van, hosszú, hegyes fülei és kicsi, fekete orra. Ez a Pokémon ritkán fordul elő az erdőben, leginkább városokban található meg. Ennek ellenére Eevee olyan Pokémon, aki képes alkalmazkodni az őt körülvevő környezethez. A Pokémon Mystery Dungeon szerint Eevee-nek naiv személyisége van.

## Promóció és fogadtatás
Eevee és az evolúciós változatai általában már a kezdettől pozitív fogadtatásban részesültek.  A GamesRadar szerint Eevee as "az egyik leghelyesebb és leginkább változékony Pokémon.",  Egy későbbi cikkében még „a legtartósabban népszerűnek” nevezte. Az IGN szerint ez a játék „legmisztikusabb, legkülönösebb, excentrikus, adaptív hőse.” Az IGN “Pokémon of the Day Chick" szerkesztője szintén azt állította, hogy Eevee „ezerszer cukibb, mint egy kiskutya.” Hozzátette, hogy evolúciói is „elég erőteljesen cuki Pokémonok.” Az IGN-nél dolgozó Jack DeVries szerint Eevee „az egyik legcukibb Pokémon.” Eevee volt a The Pokémon Company irodáiban a legkedveltebb Pokémon. Loredana Lipperini író szerint Eevee „a sorozat egyik legmisztikusabb Pokémonja.” A Technology Tell elemzője, Jenni Lada szerint Eevee egy olyan karakter, akinek „szerepelnie kellene a Super Smash Bros.-ban, mert nagy személyre szabható „potenciál” van benne.
2015-ben Eevee volt a leginkább kereskedett figura a játék "Wonder Trade" területén. Egy speciális Pokémon Omega Ruby és Alpha Sapphire Online versenyben, melyet ismernek még "Eevee Friendly Match" néven is, a résztvevők pokémonja csak Eevee és az evolúciója révén létrejöttek lehetnek. A "Top 10 Cutest Video Game Characters" listán Eevee negyedik lett, amihez Screw Attack's Prowler64 ezt írta: „Sok cuki Pokémon van, de az én véleményem szerint Eevee a legcukibb, s ezért került fel a listára.”